# Ferdinando Bonsignore
Ferdinando Bonsignore (Torino, 10 giugno 1760 – Torino, 27 giugno 1843) è stato un architetto e disegnatore italiano.

## Biografia

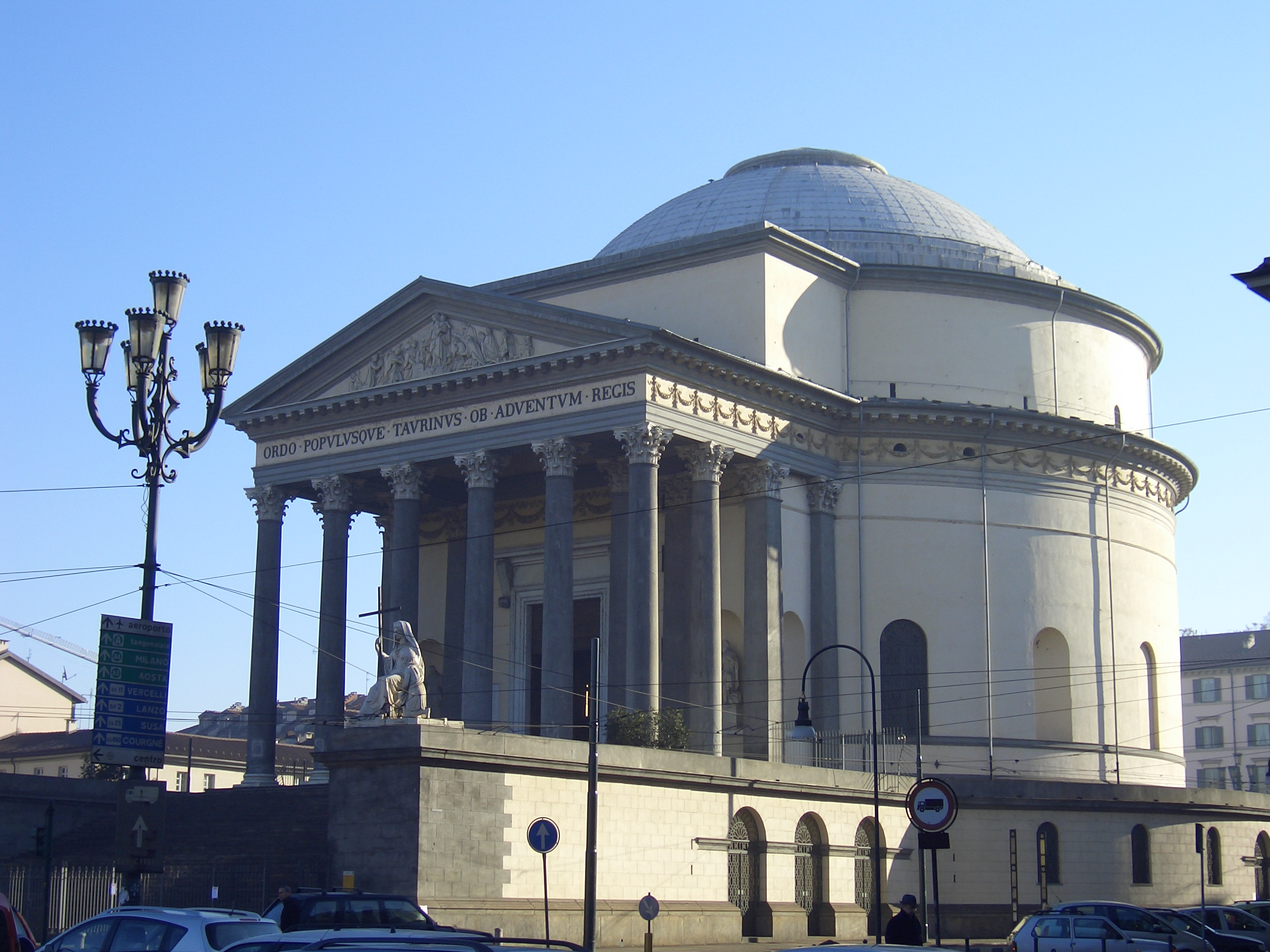
Chiesa della Gran Madre di Dio, Torino

Figlio del "confituriere di Corte" Domenico Bonsignore, cittadino della Repubblica di Genova nato a Nervi e naturalizzato sardo-piemontese il 26 novembre 1773 (come risulta dalla lettera patente di naturalizzazione conservata nell'Archivio di Stato di Torino), Ferdinando Bonsignore fu allievo all'Accademia di Pittura e Scultura di Torino nel 1782, dal 1783 al 1798 è Pensionato del re di Sardegna a Roma, dove studia presso l'architetto Nicola Giansimoni, viene introdotto nell'ambiente dell'Accademia di Francia e ha un ruolo importante nell'Accademia della Pace, una sorta di laboratorio di libere sperimentazioni su temi neoclassici, i cui risultati furono pubblicati in volume nel 1792; nel 1798 ritorna a Torino ed è nominato architetto disegnatore di Sua Maestà il re di Sardegna. A Torino, nel periodo napoleonico, svolge una concreta attività progettuale e assume diversi incarichi: ispettore alle Case demaniali (1799), professore d'architettura all'Ecole spéciale d'architecture dell'Académie des Sciences, litterature et beaux arts (1802-03) e all'Università (dal 1805), membro del Conseil des Ediles (dal 1808). Nel 1813 riceve una medaglia d'oro per il Monumento a Napoleone sul colle del Moncenisio (di cui esistono numerosi suoi disegni). Con la Restaurazione, sempre a Torino, conserva l'incarico universitario (fino al 1843), al quale affianca l'insegnamento all'Accademia di Belle Arti (dal 1824). Dal 1814 Bonsignore è architetto, archivista e disegnatore della Città, e dal 1819 Disegnatore del Principe di Carignano. Membro del Consiglio degli Edili dal 1822. Nel 1831 è Primo Architetto Disegnatore di Sua Maestà. Nel 1818 vince il concorso per la chiesa della Gran Madre di Dio a Torino, conclusa nel 1831. Membro delle Accademie artistiche di Firenze (1797), Torino (1803), Livorno (1807), Accademia di San Luca a Roma (1814) e Accademia di Brera a Milano (1816).
Autore anche di progetti ideali (sono noti, tra l'altro: un'Armeria, un Palazzo dei Conservatori, un tempio ottagonale dedicato al marchese Niccolò Puccini, un sepolcro in stile egizio per Michelangelo Buonarroti, un bagno per una regina). Culturalmente formato sulle esperienze fatte in gioventù a Roma a fine Settecento, di cui assimilò non solo il culto per l'architettura classica, ma anche le interpretazioni che di quella diedero gli architetti e i pensionnaires francesi, oscillò fra soluzioni «parlanti» nello spirito illuminista (esemplare l'importante progetto per i forni pubblici di Torino), e un astratto, raffinato neoclassicismo, fatto di pochi tratti e grandi solenni invasi (Gran Madre di Dio a Torino, progetto per la chiesa parrocchiale di Romano Canavese). Non fu inoltre estraneo ad aspetti caratteristici dell'estetica romantica, quali il Pittoresco e il Sublime. Particolarmente significativi, anche a questo proposito, sono i suoi temi didattici inventati per gli esami finali dell'Accademia e dell'Università.Di particolare importanza e complessità è il suo piano regolatore di Torino, redatto ancora in epoca napoleonica, ma le sue proposte per l'assetto moderno della città filtrarono anche in epoca di Restaurazione, finendo con il segnare in modo indelebile la forma urbana della capitale sabauda.
Bonsignore, coadiuvato nell'insegnamento dall'abilissimo e colto architetto Giuseppe Maria Talucchi, il suo allievo più fedele, fu maestro di più generazioni di architetti piemontesi e non, tra i quali si distinsero particolarmente Benedetto Brunati, Luigi Canina, Giuseppe Leoni, Angelo Marchini, Ernesto Melano.

## Opere
- Alessandria, palazzo comunale, modifiche alla facciata
- Crescentino, chiesa parrocchiale, progetto di facciata.
- Firenze, progetto ideale per una sala di Palazzo Pitti, 1794-95; disegno di teatro per concorso dell'Accademia (di Firenze), 1794
- Napoli, Chiesa di S. Francesco da Paola, progetti non realizzati
- Porto Maurizio (Imperia), progetto di piazza, 1809
- Racconigi, Parco del Castello Reale, Torre belvedere e monumento alla battaglia del Trocadero, 1823
- Riva presso Chieri, tre disegni di un monumento celebrativo per il parco della contessa Faustina Mazzetti (non realizzato)
- Romano Canavese, parrocchiale, progetti non eseguiti, 1820
- Strambino, parrocchiale, cappella del Rosario, completamento
- Torino, Torre civica, progetto, 1801; Teatro regio, modifiche, con Carlo Randoni, 1801; Giardini reali, arco trionfale, 1801; Piano urbanistico della città (con Michel Angelo Boyer e Lorenzo Lombardi), 1802; Forni pubblici di Borgo Dora, 1802; Arco in onore di Napoleone, 1805; Ponte sul Po, progetto non realizzato, 1805; Palazzo dell'Università, illuminazione per il passaggio di Napoleone, 1808; Piano d'abbellimento della città (con Giuseppe Cardone, Claude-Joseph La Ramée Pertinchamp, Lorenzo Lombardi, Carlo Randoni), 1809; Padiglione con arco di trionfo per la piazzetta reale, 1814; Palazzo di Città, decorazione dello scalone e della sala dei Marmi, 1816-1825; Piano di ampliamento della Città (con Benedetto Brunati, Giuseppe Cardone, Lorenzo Lombardi e Ignazio Michelotti), 1817; Muro di cinta della città, progetto, 1817; Tempio della Gran Madre di Dio, 1818-1831 (con interventi di Giuseppe Formento e Virginio Bordino); Piazza Gran Madre di Dio, progetto di massima, 1818; Via Po, collegamento dei portici del lato nord, 1819; chiesa di santa Cristina, altare maggiore, 1819-1822 (rimosso); Piano regolatore di Porta Nuova (con L. Lombardi e C.Randoni), 1822-23; Torre Civica, secondo progetto, 1822-1823; Chiesa di San Lorenzo, consolidamento della cupola, 1823; Palazzo Balbiano di Viale, 1823; Palazzo dell'Accademia delle Scienze, ampliamento per il museo egizio, progetto, 1824; Teatro Carignano, trasformazione interna, con Fabrizio Sevesi), 1824; Chiesa della Ss.ma Annunziata, studi per la fronte su via Po, 1824 (realizzata in seguito su progetti di Luigi Vigitello) (distrutta); Piazza Vittorio Emanuele I (ora Vittorio Veneto), progetto (con B. Brunati, L. Lombardi, I.Michelotti, C. Randoni), realizzato poi su progetto autonomo da Giuseppe Frizzi(1824-25)
- Vicoforte, Santuario, facciata principale, 1825-1829 (con il contributo tecnico dell'ingegnere Virginio Bordino )

### Pareri
- Biella, duomo, pareri sui progetti di Felice Marandono, 1824.
- Genova, pareri sui progetti di Carlo Barabino per il Teatro Carlo Felice e i tracciati di Piazza delle Fontane Marose e via Carlo Felice, 1825
- Milano, pareri sui progetti per il Foro Bonaparte
- Torino: Teatro d’Angennes, pareri sul progetto di Giacomo Pregliasco, 1821
- Vercelli, chiesa di S. Tommaso, pareri sui progetti di trasformazione di Pietro Bosso, 1824.

### Scritti
- Descrizione del Tempio eretto alla Gran Madre di Dio dal Corpo decurionale di Torino, Torino 1828.

L'Archivio di Ferdinando Bonsignore è conservato all'Archivio Storico della città di Torino, dove, anche in altre serie, è ben documentata l'attività torinese dell'architetto.